# Rhipidocephala
Rhipidocephala is een vliegengeslacht uit de familie van de roofvliegen (Asilidae).

## Soorten
- R. angustior Oldroyd, 1966
- R. caffra (Macquart, 1846)
- R. congoiensis Oldroyd, 1966
- R. distincta Oldroyd, 1966
- R. divestita Oldroyd, 1966
- R. doornensis Oldroyd, 1966
- R. engeli Oldroyd, 1966
- R. fimbriata Oldroyd, 1966
- R. flavipes Hermann, 1926
- R. fulva Oldroyd, 1966
- R. insonspicua Oldroyd, 1966
- R. lambertoni (Bromley, 1942)
- R. manicata Oldroyd, 1966
- R. mirabilis (Hull, 1958)
- R. morio Hermann, 1926
- R. obscurata Oldroyd, 1966

- R. quadrifaria Hermann, 1926
- R. scutata Oldroyd, 1966
- R. semitestacea (Loew, 1863)
- R. signata Hermann, 1907
- R. speciosa Oldroyd, 1966
- R. tenera Oldroyd, 1966
- R. thoracica Engel, 1946
- R. tigrina Janssens, 1953
- R. umbripennis (Loew, 1858)
- R. zumpti Oldroyd, 1966